# Мјесечина (филм из 2016)
Мјесечина (енгл. Moonlight) амерички је драмски филм из 2016. у режији Барија Џенкинса. Заснива се на необјављеној дјелимично аутобиографској драми In Moonlight Black Boys Look Blue Тарела Алвина Макрејнија. Глумачку екипу чине Треванте Роудс, Андре Холанд, Џанел Моне, Ештон Сандерс, Наоми Харис и Махершала Али.
Приказује три етапе у животу главног лика Шајрона. Прати разне потешкоће с којим се Шајрон суочава, почев од потешкоћа с властитом сексуалности и идентитетом па до психичког и физичког злостављања које трпи као исход тога. Снимљен је почетком 2015. у Мајамију (Флорида), а премијерно је приказан 2. септембра 2016. на Филмском фестивалу у Телурајду. У САД је објављен 21. октобра 2016. у дистрибуцији компаније А24 и зарадио је 65,2 милиона долара широм свијета.
Наишао је на веома позитивни пријем код критичара. На 74. додјели Златног глобуса, добио је шест номинација, а освојио Златни глобус за најбољи филм. На 89. додјели Оскара, добио је осам номинација, а освојио награде у сљедећим категоријама: Оскар за најбољи филм, Оскар за најбољу споредну мушку улогу (Махершала Али), Оскар за најбољи адаптирани сценариј (Џенкинс и Макрејни).
Ово је први филм с комплетном црначком глумачком екипом, први ЛГБТ-филм, и филм с другом најнижом зарадом на домаћем тржишту (након Катанца за бол) да освоји Оскара за најбољи филм. Монтажерка Џој Макмилон постала је прва црнкиња номинована за Оскара за најбољу монтажу (за награду је такође номинован Нет Сандерс), а Али је постао први муслиман да освоји Оскара за глуму.

## Радња

### . Литл
У Либерти ситију (Мајами) кубански дилер дроге Хуан проналази Шајрона, повученог дјечака познатијег по надимку „Литл” (дословно „мали”), како се сакрива од неколико насилника у напуштеној кући у којој се раније куповао и продавао кокаин. Хуан одводи Шајрона до своје куће у којој живи с дјевојком Терезом и дозвољава му да преноћи. Сутрадан га враћа мајци Поли која га емоционално злоставља.
Шајрон наставља да проводи вријеме с Хуаном који га учи да плива и савјетује га да са̂м кроји свој животни пут. Хуан једне ноћи угледа Полу како конзумира крек с једном његовом муштеријом. Хуан је грди због зависности, а она му узвраћа критике на рачун тога да јој је он заправо продавач крека. Пола посредно изражава да зна да јој сина вршњаци малтретирају зато што је геј позивајући се на „начин на који хода”.
Шајрон сутрадан признаје Хуану и Терези да мрзи мајку и пита Хуана шта значи ријеч „педер” (енгл. faggot). Хуан му одговара да је у реду бити геј и да не дозволи другим људима да га због тога исмијавају. Шајрон затим пита Хуан да ли је продавао опојна средства Поли. Хуан у срамоти спушта главу, а Шајрон излази из просторије.

### II. Шајрон
Шајрон је сад тинејџер. Настоји да избјегава друга из разреда Терела, који га често малтретира, и проводи вријеме с Терезом, која живи сама све од Хуанове смрти. Пола је постала зависна од крека и ради као проститутка да би могла да издржава своју зависност и често приморава Шајрона да јој да̂ новац који му пружа Тереза.
Шајрон једне ноћи сања како његов пријатељ Кевин има секс са женом у Терезином дворишту. Једне друге ноћи, Кевин посјећује Шајрона на плажи. Док пуше марихуану, разговарају о својим амбицијама и о надимку „Блек” (дословно „Црни”) који је Кевин дао Шајрону. Након страственог тренутка, љубе се и Кевин мастурбира Шајрона.
Сутрадан Терел успијева да изманипулише Кевина да учествује у ритуалу срамоћења („hazing”). Кевин невољко удара Шајрона све док више не може да стоји након чега га Терел и други насилници газе. Шајрона затим шаљу до социјалне раднице која га моли да каже ко га је претукао, што он одбија јер сматра да се тиме ништа неће постићи. Шајрон наредног дана ужурбано улази у учионицу и разбија столицу о Терелова леђа. Док га полиција хапси, зури у беспомоћног Кевина.

### . Блек
Шајрон је сад познат по надимку „Блек” и продаје дрогу у Атланти. Пола га често зове да је посјети у центру за одвикавање гдје сад живи. Једне ноћи га назове Кевин који се извини за своје понашање док су били у средњој школи и позива га да га посјети у Мајамију. Шајрон се буди сљедећег јутра са спознајом да је имао мокри сан након што је сањао о Кевину.
Шајрон посјећује мајку и признаје јој да му је жао што није имао много саосјећања према њој. Пола се на крају извињава што је била лоша мајка и што није била уз њега кад му је највише била потребна. Шајрон јој опрашта. Затим путује у Мајами да се састане с Кевином који сад ради као кувар и конобар у ресторану. Кевин му спрема „специјалитет шефа кухиње”, али Шајрон није нарочито вољан да разговара с њим.
Кевин говори Шајрону да има дијете с бившом дјевојком и да им веза није успјела, али да га очинство чини испуњеним. Кевин му признаје да је изненађен Шајроновим новим изгледом, занимањем и тим што је одлучио да га посјети. Након вечере одлазе до Кевинове куће. Кевин му говори да, иако му живот није протекао онако како је то желео, ипак је срећан. Шајрон му признаје да ни с ким није био у интимном односу од њиховог сусрета на плажи. Док га Кевин тјеши, приказује се кадар у којем је Шајрон као дјечак са̂м на плажи. Дјечак се окреће камери и филм се завршава.

## Улоге
- Шајрон, протагониста
  - Треванте Роудс као одрасли / „Блек”
  - Ештон Сандерс као тинејџер / „Блек” (надимак му је дао Кевин)
  - Алекс Хиберт као дјечак / „Литл”
- Кевин, Шајронов најбољи пријатељ
  - Андре Холанд као одрасли
  - Џарел Џером као тинејџер
  - Џејден Пајнер као дјечак
- Наоми Харис као Пола
- Џанел Моне као Тереза
- Махершала Али као Хуан
- Патрик Десил као Терел

## Продукција

### Развој
Тарел Алвин Макрејни написао је дјелимично аутобиографски позоришни комад 2003. под називом In Moonlight Black Boys Look Blue да би се могао носити с мајчином смрћу узрокованом сидом. Дјело се није користило готово 10 година прије него што је адаптовано за филм.
Након објаве свог дебитантског филма Medicine for Melancholy 2008, Бари Џенкинс написао је разне сценарије, али ниједан филм није произведен на основу њих. Продуценткиња Адел Романски подстакла је Џенкинса у јануару 2013. да направи свој други филм. Пар је неколико пута мјесечно размјењивао разне идеје путем видео-чета с циљем да направе нискобуџетни „синематски и лични” филм. Џенкинс је први пут видио Макрејнијево дјело, In Moonlight Black Boys Look Blue, у Борштовом умјетничком колективу у Мајамију. Након расправа с Макрејнијем, Џенкинс је написао први нацрт филма током једномјесечног посјета Бриселу.
Премда оригинално дјело садржи три дијела, приказивана су истовремено да би публика у истом маху могла да доживи један дан Литловог, Шајроновог и Блековог живота. Заправо, није јасно да се ради о истој особи све до половине драме. Умјесто овог приступа, Џенкинс је три дијела драме одлучио да подијели у три јасна поглавља и да се фокусира на Шајронову причу из перспективе савезника.
Исход овог приступа јест сценариј који одржава Џенкинсов и Макрејнијев сличан одгој. Лик Хуана инспирисан је оцем Макрејнијевог брата, који га је бранио док је још био дијете, баш као што Хуан брани Шајрона у филму. Пола се заснива на Џенкинсовој и Макрејнијевој мајци, будући да су се обје мучиле с наркоманијом. Још једна сличност јест то што су и Макрејни и Џенкинс одрасли у Либерти скверу, што је главна локација филма.
Џенкинс је 2013. успио добити новац за финансирање филма након што је подијелио сценариј с руководиоцима Plan B Entertainment-а на Филмском фестивалу у Телурајду те године. Дид Гарднер и Џереми Клајнер из Plan B Entertainment-а постали су продуценти филма. Компанија А24 задужена је за финансирање и дистрибуцију широм свијета, што им је уједно прва продукција.

### Избор глумаца
Шајрона и Кевина глуме различити глумци у сва три поглавља филма. Ештон Сандерс добио је улогу Шајрона као тинејџера. Алекс Хиберт изабран је за улогу Шајрона као дјечака, а Џејден Пајнер за Кевина као дјечака на отвореном позиву за избор глумаца у Мајамију. Треванте Роудс првобитно је био на аудицији за улогу Кевина, али је касније изабран за улогу одраслог Шајрона.
Андре Холанд раније је тумачио ликове из Макрејнијевих дјела и прочитао је In Moonlight Black Boys Look Blue десет година прије објаве филма. Холанда је привукла улога одраслог Кевина након што је прочитао филмски сценариј, изјавивши: „[Овај сценариј] је најбоља ствар коју сам икад прочитао”.
Наоми Харис првобитно није била вољна да глуми Полу, изјавивши да не жели тумачити лик који је стереотипни приказ црнкиње. Џенкинс јој је одговорио нагласивши да лик представља приказ његове и Макрејнијеве мајке. Харис је касније изјавила да, иако се заклела да никад неће глумити наркоманку, привукли су је сценариј и режисерова толеранција. Харис се спремала за улогу тако што је гледала интервјуе с наркоманима и састала се и разговарала с зависницима. Повезала је покушаје зависника да побјегну од траума с властитим искуствима с малтретирањем.
Адел Романски предложила је да Хуана тумачи Махершала Али који је глумио у филму Kicks који је раније продуцирала. Џенкинс је оклијевао да изабере Алија за ову улогу будући да је глумио Ремија Дантона у Нетфликсовој серији Кућа од карата; међутим, сумње му је уклонило Алијево разумијевање лика и његова способност да тумачи дијаметрално различите ликове. Али је ово сматрао важном приликом да глуми афроамеричког ментора и ослонуо на своје искуство „[одрастања] с особом као што је Хуан”. Чим је добила сценариј, Џанел Моне повезала се с ликом Терезе будући да су се неки чланови њене породице такође слично мучили с опојним средствима и сексуалним идентитетом.

### Снимање
Снимање је почело 14. октобра 2015. у Мајамију (Флорида). Након разгледања разних локација у Мајамију с Романскијем, Џенкинс је одлучио да ће се потрудити да филм снимају на локацијама гдје је раније живио. Либерти сквер, стамбени пројект који се налази у Либерти ситију, изабран је за једну од главних локација будући да ту одрасли и Макрејни и Џенкинс. Снимање је прошло неометано будући да је Џенкинсова родбина тада живјела у том дијелу града, мада су глумци имали полицијску пратњу. Наоми Харис касније је изјавила:
Био је то први пут да неко дође у њихову заједницу са жељом да је представи на филмском платну и будући да је Бари Џенкинс одрастао у том подручју, осјетио се понос и жеља да га се подржи. Могла се осјетити љубав заједнице коју нисам осјетила ни на једној другој локацији, било гдје у свијету, и толико је чудно да се то десило тамо гдје су људи очекивали потпуно супротну реакцију.
Џенкинс се током снимања побринуо да се три глумца која тумаче Шајрона не састану све док се снимање не заврши да би се избјегло да један другог имитирају. Због тога су Роудс, Сандерс и Хиберт снимали своје сцене у одвојеним периодима од по двије седмице. Махершала Али често је путовао у Мајами и снимао викендима због других пројеката. Наоми Харис завршила је све своје сцене за три дана без икаквих проба, а Андре Холанд за пет. Цијели филм снимљен је за 25 дана.
Џенкинс је радио с кинематографом и дугогодишњим пријатељем Џејмсом Лакстоном, који је раније снимио филм Medicine for Melancholy. Пар је хтио да избјегне „изглед документарца”, па су филм одлучили да сниме користећи објектив CinemaScope широке дијагонале на дигиталној камери Arri Alexa, која боље исцртава боју коже. Боју су додатно дорадили уз помоћ колористе Алекса Бикела, што је филму донијело бољи контраст и засићење уз очување детаља и боје. Као исход тога, три поглавља филма дизајнирана су тако да имитирају разне филмске траке. Прво поглавље имитира Фуџијеву филмску траку да би се појачала боја коже глумаца. Друго поглавље имитира филмску траку Агфа-Геверта, која на слике додаје боју цијан, а посљедње поглавље користи прилагођену Кодакову филмску траку.

### Монтажа
За монтажу су изабране Џенкинсове колеге с универзитета Џој Макмилон и Нет Сандерс. Сандерс је био задужен за монтажу прва два поглавља. Макмилон је била задужена за посљедње поглавље које садржи „сцену у ресторану”, омиљену сцену кинематографа Лакстона.

### Музика
Музику за Мјесечину компоновао је Николас Брител. Брител је на оркестарску музику примијенио технику „chopped and screwed” карактеристичну за ремиксе хип-хоп музике и тиме добио „течну музику која је јака на басу”. Музика за филм објављена је 21. октобра 2016. и састоји се од 18 оригиналних Брителових пјесама и такође садржи пјесме Гуди моба, Бориса Гардинера и Барбаре Луис. OG Ron C и DJ Candlestick из групе The Chopstars објавили су верзију користећи технику „chopped and screwed”.
| №   | Назив                                                                        | Аутор          | Трајање |  |
| 1.  | Every Nigger is a Star                                                       | Борис Гардинер | 3:19    |  |
| 2.  | Little's Theme                                                               | Николас Брител | 0:59    |  |
| 3.  | Ride Home                                                                    | Брител         | 0:47    |  |
| 4.  | Vesperae Solennes de Confessore – Laudate Dominum, K. 339 (Excerpt) (Моцарт) | Брител         | 1:42    |  |
| 5.  | The Middle of the World                                                      | Брител         | 2:02    |  |
| 6.  | The Spot                                                                     | Брител         | 1:23    |  |
| 7.  | Interlude                                                                    | Брител         | 0:25    |  |
| 8.  | Chiron's Theme                                                               | Брител         | 0:56    |  |
| 9.  | Metrorail Closing                                                            | Брител         | 1:42    |  |
| 10. | Chiron’s Theme Chopped & Screwed (Knock Down Stay Down)                      | Брител         | 2:08    |  |
| 11. | You Don't Even Know                                                          | Брител         | 2:20    |  |
| 12. | Don't Look at Me                                                             | Брител         | 0:36    |  |
| 13. | Cell Therapy                                                                 | Гуди моб       | 4:37    |  |
| 14. | Atlanta Ain't but so Big                                                     | Брител         | 0:55    |  |
| 15. | Sweet Dreams                                                                 | Брител         | 0:58    |  |
| 16. | Chef's Special                                                               | Брител         | 1:10    |  |
| 17. | Hello Stranger                                                               | Барбара Луис   | 2:43    |  |
| 18. | Black's Theme                                                                | Брител         | 0:56    |  |
| 19. | Who Is You?                                                                  | Брител         | 0:53    |  |
| 20. | End Credits Suite                                                            | Брител         | 5:13    |  |
| 21. | Bonus Track: The Culmination                                                 | Брител         | 1:55    |  |

## Теме
Питер Бредшо из Гардијана за теме наводи „љубав, секс, преживљавање и мајчинске и очинске фигуре” с тим да наглашава недостатак овог посљедњег. Међутим, А. О. Скот из Њујорк тајмса наводи да је лик Хуана примјер како филм „призива клишеје афроамеричке мушкости да би их сломио”. У својој рецензији за часопис Variety, Питер Дебруџ наводи да је идентитет Афроамериканаца комплекснији него што је то раније приказано у било којем филму. На примјер, иако је Хуан у улози Литловог заштитника, такође је дјелимично узрок барем неких неприлика у дјечаковом животу.
Значајна тема Мјесечине јест идентитет мушкараца црне расе и његово узајамно дејство са сексуалним идентитетом. Филм је приказан као тродијелна слика да би се истражио пут мушкарца кроз живот почев од занемареног дјетињства, љутите младости па све до самоспознаје и испуњења у одраслом добу. Према Дебори Ор, филм обасјава „негативне стране мушкости”.

## Објава

### Маркетинг
Филмски постер осликава тродијелну структуру филма тако што стапа сва три глумца који тумаче Шајрона у једно лице. Продуценти нису додатно рекламирали филм; интересовање за филм расло је само по себи до Оскара, мада су га подстакле рецензије критичара. Трејлер за филм објављен је 11. августа, на вријеме за сезону фестивала. Марк Олсен из Лос Анђелес тајмса назвао га је „најочекиванијим јесењим филмом”.
Дан након Оскара, 27. фебруара, Калвин клајн објавио је рекламну кампању за доње рубље у којој су учествовала четири глумца из филма. Кинеска услуга видео стриминга са сједиштем у Пекингу iQiyi објавила је 7. марта да је стекла права да прикаже филм у Кини. Филм је такође доступан на DVD-у и на Ајтјунсу.

### Зарада
Филм је премијерно приказан 2. септембра 2016. на Филмском фестивалу у Телурајду. Такође је приказан 10. септембра 2016. на Филмском фестивалу у Торонту, 2. октобра 2016. на Филмском фестивалу у Њујорку и 6. октобра 2016. на Филмском фестивалу у Лондону. Приказан је само у неким биоскопима 21. октобра 2016. прије него што се почело са широм дистрибуцијом 18. новембра 2016. У потпуности је објављен у биоскопима у Уједињеном Краљевству 17. фебруара 2016.
Филм је првобитно приказан у четири биоскопа 21. октобра 2016. и забиљежио је зараду од 402.072 $ (просјечно 100.519 $ по биоскопу, што је највећа вриједност 2016). Највећи број биоскопа који су приказивали филм 18. новембра 2016 (кад је проширена дистрибуција) био је 650, а тај се број попео на 1014 у фебруару. Након Оскара, А24 је објавио да ће се филм приказивати у 1564 биоскопа. Наредног викенда након добијеног Оскара за најбољи филм, филм је зарадио 2.500.000 $, што је повећање од 260% у односу на претходну седмицу и уједно највећа зарада од првог приказивања у биоскопима. Такође је зарадио више од претходна два побједника наредног викенда након добијеног Оскара (Под лупом је зарадио 1.800.000 $, а Човјек Птица 1.900.000 $).
Филм је укупно зарадио 65.200.000 $ широм свијета. Продукцијски буџет износио је 1.500.000 $.

## Пријем

### Одазив критичара
На сајту  филм има рејтинг од 97%, заснован на 277 критика, с просјечном оцјеном 9 од 10. У консензусу наведеном на овом сајту стоји: „Мјесечина користи причу једног човјека да на изванредан и бриљантан начин прикаже животе који се ријетко виђају у биоскопима.” На сајту  филм има резултат 99 од 100, заснован на 51 критици, што указује на „свеопште одобравање”. Филм има највећу оцјену на обје странице од свих филмова објављених 2016.
Дејвид Руни из The Hollywood Reporter-а написао је позитивну рецензију након што је филм премијерно приказан на Филмском фестивалу у Телурајду. Похвалио је изведбу глумаца и описао је кинематографију Џејмса Лакстона као „течну и заводљиву, обманљиво благу, и снимљену с јаким саосјећањем”. Рецензију је завршио рекавши да ће филм „[да буде попут] бучног акорда свим онима који су се икад мучили око идентитета и онима који су хтјели да пронађу везе у усамљеном свијету”. У једнако позитивној рецензији за Time Out New York, Џошуа Роткопф дао је филму пет од пет звјездица, похваливши режисера и сценаристу Барија Џенкинса и написавши да је овај филм „без сумње разлог зашто идемо у биоскоп: да разумијемо [лика], да се зближимо и да, надам се, осјетимо туђу бол”.
Брајан Формо са сајта Collider.com дао је оцјену „А−” похваливши изведбу глумаца и режију, али је додао да је филм „више личан и важан него што је добар”. Џејк Кол из Slant Magazine-а исто тако је похвалио глуму, али је критиковао сценариј и изјавио да „добар дио филма дјелује старомодно”. У рецензији за The Verge Таша Робинсон изразила је негодовање због изостављених детаља између три дијела филма, али је додала да су „незаборавни они дијелови који су приказани”.
На расправи о филму након премијере на Филмском фестивалу у Торонту, Џастин Чанг из Лос Анђелес тајмса описао је филм као „болно романтичан и неуобичајено мудар” додавши да мисли да је филм рани кандидат за Оскара. Такође је додао сљедеће: „[Бари Џенкинс] направио је филм који тјера гледаоца да занемари Шајронов физички изглед и површне означитеље идентитета, и да уђе међу познате стереотипове да би их раставио изнутра ... [Мјесечина] не говори много. Она говори све.”
У тексту за The London Review of Books из фебруара 2017. Мајкл Вуд карактеризовао је филм као студију наслијеђене међугенерацијске трагедије. Написао је сљедеће: „[Пред крај филма] остаје за погледати још 10 минута покојног Ингмара Бергмана. Филм нам наставља показивати Шајроново наочито, загонетно лице. Тишина нам ништа не говори већ од нас тражи да се сажалимо... Међутим, није све изгубљено, јер док зуримо у Шајрона, можемо да видимо нешто друго: колико сличи Хуану (очинској фигури). Да ли ово значи да је Хуан једном био Шајрон ... Можда не баш то, али задњи кадар филма приказује младог Шајрона како сједи на плажи ... како гледа океан ... Његове крупне очи наговјештавају нам сву пустош и обећавајуће карактеристике које је Хуан видио на почетку. Кад бисмо поново почели, да ли би ствари биле другачије?”
За разлику од горњег одазива, Мелани Макдона из The Spectator-а описала је филм „досадним” и „потпуно бесмисленим”. Камила Лонг из The Times-а написала је да је „прича испричана безброј пута на безбројним позадинама” и да филм није „релевантан” претежно „хетеросексуалној, бијелој и публици средње класе”. Лонг је примила критике на Твитеру на рачун своје рецензије и оптужена је да јој је написани текст хомофобичан и расистичан. Кетрин Шорд одбранила ју је рекавши да су „мишљења критичара субјективна, и таква би и требало да буду”. Дејвид Макалмонт рекао је да Лонгина рецензија „заправо није рецензија... [већ је] раздражљив одговор другим критичарима”.

### Спискови десет најбољих филмова
Мјесечина се налази на разним списковима који рангирају десет најбољих филмова 2016. Испод је с лијеве стране приказано на којем је мјесту (од 1 до 10) на одређеном списку, а с десне стране ко је списак саставио и за коју публикацију.
- 1 — А. О. Скот и Стивен Холден, Њујорк тајмс
- 1 — Кенет Тјуран, Лос Анђелес тајмс (дијели позицију с Манчестером на Мору)
- 1 — Марк Олсен, Лос Анђелес тајмс
- 1 — Стефани Закарек,
- 1 — Мајкл Филипс,
- 1 — Алонсо Дјуралд,
- 1 — Боб Модело,
- 1 — Кејти Рајф,
- 1 — Џејк Којл,
- 1 — Кејт Тејлор,
- 1 — Кит Фипс,
- 1 — Брајан Талерико,
- 1 — Џен Јамато,
- 1 — Тај Бер,
- 1 — Алиса Вилкинсон,
- 1 — Ен Хорнадеј,
- 1 — Дејвид Ехрлих и Ерик Коун,
- 2 — Џастин Чанг, Лос Анђелес тајмс
- 2 — Алисон Вилмор,
- 2 — А. А. Дауд,
- 2 — Ричард Лосон,
- 2 — Питер Дебруџ,
- 2 — Кристи Лемир,
- 3 — Питер Трејверс,
- 3 — Ричард Роупер,
- 3 — Манола Даргис, Њујорк тајмс
- 3 — Мат Золер Сејц,
- 3 — Рене Родригес,
- 3 — Џон Пауерс,
- 3 — Питер Хартлоб,
- 4 — Бил Гудикунц,
- 4 — Мет Сингер,
- 4 — Линдси Бар,
- 4 — Ноел Мари,
- 4 — Ен Томпсон,
- 5 — Игњјатиј Вишневјетски,
- 6 — Дејвид Еделстајн,
- 6 — Глен Кени,
- 6 — Кристофер Ор,
- 7 — Мик Ласал,
- 7 — Џошуа Роткопф,
- 7 — Билџ Ебири,
- 8 — Ејми Николсон,
- 9 — Таша Робинсон,
- 9 — Џејмс Берардинели,
- 10 најбољих (наведено абецедним редом) — Џо Моргенстерн,
- 10 најбољих (наведено абецедним редом) — Стивен Реј,
- 10 најбољих (наведено абецедним редом, није рангирано) — Стивен Вити,

### Награде
На 74. додјели Златног глобуса номинован је у шест категорија, што га ставља на друго мјесто по броју номинација. Освојио је Златног глобуса за најбољи филм (драма), а номинован је у пет других категорија: најбољи режисер (Бари Џенкинс), најбољи споредни глумац (Махершала Али), најбоља споредна глумица (Наоми Харис), најбољи сценариј (Бари Џенкинс) и најбоља оригинална музика (Николас Брител).
Номинован је у четири категорије на 70. додјели награде БАФТА: најбољи филм, најбољи глумац у споредној улози, најбоља глумица у споредној улози и најбољи оригинални сценариј.
На 89. додјели Оскара номинован је у осам категорија, што га ставља на друго мјесто по броју номинација. Освојио је Оскара у сљедећим категоријама: најбољи филм, најбољи споредни глумац и најбољи адаптирани сценариј, а, између осталог, номинован је и у сљедећим категоријама: најбоља режија и најбоља споредна глумица. Приликом додјеле Оскара за најбољи филм, водитељи Феј Данавеј и Ворен Бејти погрешно су прогласили филм La La Land побједником. Бејти је касније изјавио да су му грешком дали дупликат коверте у којој се налазио папирић с именом добитнице Оскара за најбољу главну женску улогу, који је освојила Ема Стоун за улогу Мије Долан у филму La La Land неколико минута раније. Кад су схватили да је дошло до грешке, продуцент La La Land-а изашао је на позорницу да Мјесечину прогласи побједником.
Будући да се сценариј филма заснива на позоришном комаду који прије овог филма није продуциран нити објављен, и будући да разне награде имају различита правила, сценариј није третиран на исти начин на свим додјелама награда. WGAA и БАФТА прогласили су га оригиналним сценаријем, а према правилима додјеле Оскара одлучено је да ту једино може бити номинован као адаптирани сценариј.
Нет Сандерс и Џој Макмилон номиновани су за Оскара за најбољу монтажу, што је уједно значило да је Макмилон постала прва црнкиња номинована у овој категорији. Ово је такође први ЛГБТ-филм да освоји Оскара за најбољи филм.